# ONUB

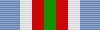
Baretka medalu ONZ za misję ONUB.

ONUB (Operacja Narodów Zjednoczonych w Burundi) – misja pokojowa ONZ prowadzona w Burundi w latach 2004–2006. Jej najważniejszym zadaniem było nadzorowanie wygaszania niepokojów wewnętrznych w kraju, powiązanych z konfliktem w sąsiedniej Rwandzie. Misja została powołana do życia rezolucją Rady Bezpieczeństwa ONZ nr 1545, zaś decyzja o jej zakończeniu zawarta została w rezolucji nr 1719. W szczytowym okresie liczyła ok. 5 650 żołnierzy oraz 120 policjantów. 
Jej mandat wygasł 31 grudnia 2006, a już następnego dnia działalność rozpoczęła nowa misja – BINUB – mająca jednakże charakter polityczny, a nie wojskowy.